# Meylan
Meylan – miejscowość i gmina we Francji, w regionie Owernia-Rodan-Alpy, w departamencie Isère.
Według danych na rok 1990 gminę zamieszkiwały 17 863 osoby, a gęstość zaludnienia wynosiła 1450 osób/km² (wśród 2880 gmin regionu Rodan-Alpy Meylan plasuje się na 40. miejscu pod względem liczby ludności, natomiast pod względem powierzchni na miejscu 952.).
Przez gminę przepływa rzeka Isère. 